# Lepturonota loyaltiana
Lepturonota loyaltiana là một loài bọ cánh cứng trong họ Cerambycidae.